# Міністерство національної оборони Румунії
Міністерство національної оборони (рум. Ministerul apărării naţionale, MApN) є спеціалізованим органом центрального державного управління, підпорядкованим уряду Румунії, який здійснює діяльність у сфері національної оборони відповідно до положень закону та стратегії національної безпеки з метою гарантування суверенітету, незалежність і єдність держави, територіальна цілісність країни та конституційна демократія.
Міністерство національної оборони підзвітне парламенту Румунії, Уряду та Вищій раді національної оборони за застосування положень Конституції, інших чинних нормативних актів, рішень Уряду та Вищої ради національної оборони, а також як міжнародні договори, учасником яких є Румунія, у сфері своєї діяльності.
Станом на червень 2010 р. Міністерство оборони налічувало 83 104 співробітника, військових і цивільних.

## Організація
Міністр оборони (рум. Ministru al apărării naționale) — Ангел Тілвар (рум. Angel Tîlvăr), з 31 жовтня 2022 року.
Міністерству оборони підпорядковані такі установи:
- Національне управління культу героїв
- Коледж національної оборони
- Національний університет оборони
- Національний інститут аеронавігаційної та космічної медицини
- Автономний напрямок Румунська авіаційна компанія «Ромавія»
- Національний військовий музей
- Палац національного військового кола
- Compania Națională "Romtehnica" | Національна компанія «Ромтехніка».
- Військова музична інспекція

## Бюджет
Бюджет Міністерства національної оборони в доларах США становив 900.000.000 у 1990 р. (затверджено в 1989 р.), 710.000.000 у 1991 р., 520.000.000 у 1992 р. і 418.000.000 у 1993 р..

## Назви міністерства національної оборони в різні часи
- 22 січня 1862 — 7 червня 1930 — Військове міністерство (рум. Ministerul de Război)
- 7 червня 1930 — 6 червня 1932 — Міністерство армії (рум. Ministerul Armatei)
- 6 червня 1932 — 1 вересня 1944 — Міністерство національної оборони (рум. Ministerul Apărării Naționale)
- 1 вересня 1944 — 30 грудня 1947 — Військове міністерство (рум. Ministerul de Război)
- 30 грудня 1947 — 24 березня 1950 — Міністерство національної оборони (рум. Ministerul Apărării Naționale)
- 24 березня 1950 — 21 листопада 1972 — Міністерство збройних сил (рум. Ministerul Forțelor Armate)
- Від 21 листопада 1972 — Міністерство національної оборони (рум. Ministerul Apărării Naționale)